# 千駄堀
千駄堀（せんだぼり）は、千葉県松戸市の地名。郵便番号は270-2252。配達は松戸南郵便局が担当。

## 地理
松戸市のほぼ中央に位置し、北は八ケ崎、東は金ケ作、常盤平、南は日暮、西は松戸新田、上本郷、中和倉と隣接する。松戸市東部から伸びる台地に、江戸川沿いから続く低地が入り込んだ谷津という地形が見られ、起伏に富んでいる。
かつての中心は香取神社や円能寺がある一帯で、現在も長屋門を構える旧家が残る。松戸市の他地区と同様、地区内は住宅地化が進んでいるが、谷津の斜面林を中心に緑が残り、畑地も残る。
地区の北東には、自然尊重型都市公園を謳う大規模な公園21世紀の森と広場があり、周辺には多目的ホール森のホール21や博物館、図書館等の公共施設が集まっている。
地区北西部において、2017年12月より松戸市立病院が上本郷より移転し、新たに松戸市立総合医療センターとして稼働を開始している。

## 歴史
江戸時代以前は下総国葛飾郡千駄堀村といった。村の東側は幕府の経営する野馬の放牧場である小金牧のうち中野牧に接していた。この中野牧の地は、江戸前期から中期の亨保期にかけて次々と持添新田として開発された。開発された新田の中には、林畑とか百姓畑といわれた広大な山林があり、放牧場と本村との緩衝地帯として野馬の侵入による農作物被害を防ぐ役割を持っていた。新京成線と並行する千葉県道51号市川柏線西側の山林にその名残がみられる。旧高旧領取調帳（東葛飾郡を参照）によると、明治初年には幕府及び田中藩が支配する相給の村であった。1889年（明治22年）の町村制施行により周辺の村と合併し東葛飾郡高木村となり、1943年（昭和18年）に松戸市となった。

## 世帯数と人口
2017年（平成29年）11月1日現在の世帯数と人口は以下の通りである。
| 大字   | 世帯数    | 人口    |
| ------ | --------- | ------- |
| 千駄堀 | 2,878世帯 | 6,220人 |

## 小・中学校の学区
市立小・中学校に通う場合、学区は以下の通りとなる。
| 番地 | 小学校                   | 中学校               |
| --- | ------------------------ | -------------------- |
| 1～5番地、163～165番地、168番地～170番地の3、332～357番地 358番地の1〜2、378～379番地、392～656番地 | 松戸市立高木小学校       | 松戸市立第三中学校   |
| 17番地の1、18番地、62番地、93番地の1、94番地の1、96番地の1 97～104番地、105番地の1、106番地の1、107番地の1 128番地の1、991番地の6、1023番地の2〜3、1024番地の4～9・11 1025番地の1〜2、1026～1029番地、1031～1032番地 1033番地の1、1034番地の1〜2、1035番地、1036番地の2 1037番地の1、1040番地の1、1041～1112番地 | 松戸市立八ケ崎小学校     | 松戸市立第三中学校   |
| 127番地の1、991番地の1 | 松戸市立八ケ崎小学校     | 松戸市立第六中学校   |
| 95番地、129～149番地、171〜173番地、261〜331番地 657～729番地、743〜791番地、1030番地、1038番地の2～99 1039番地の2 | 松戸市立寒風台小学校     | 松戸市立第三中学校   |
| 108～126番地、163番地、170番地の2、174～260番地 730〜742番地、891～990番地、992～1022番地、1038番地の1 1039番地の1、1324～1426番地、1496番地（八景台町会のみ） 1618～1866番地、1911～1933番地 | 松戸市立寒風台小学校     | 松戸市立第六中学校   |
| 1490～1509番地 （1496番地は八景台町会を除く） | 松戸市立寒風台小学校     | 松戸市立常盤平中学校 |
| 792～827番地、857～862番地、1427～1483番地 1485番地（八景台町会のみ）、1489番地（八景台町会のみ） | 松戸市立常盤平第三小学校 | 松戸市立第六中学校   |
| 1484〜1489番地 （1485番地、1489番地は八景台町会を除く） | 松戸市立常盤平第三小学校 | 松戸市立常盤平中学校 |

## 施設
教育
- 松戸市立第六中学校

文化
- 森のホール21
- 松戸市立博物館
- 千葉県立西部図書館

公園
- 21世紀の森と広場
  - 千駄堀池

## 史跡
- 円能寺 (松戸市)
- 香取神社 (松戸市)
- 土屋家長屋門
- 安蒜家長屋門
- 千駄堀民芸資料館